# Brani musicali di Christina Aguilera
Questa pagina elenca tutti i brani musicali incisi dalla cantante statunitense Christina Aguilera dal 1998 al 2012. 

## Inediti
| Titolo                                 | Anno | Incisione                                                        | Durata | Autore                                                                                       | Note                                                                         |
| -------------------------------------- | ---- | ---------------------------------------------------------------- | ------ | -------------------------------------------------------------------------------------------- | ---------------------------------------------------------------------------- |
| Ain't No Other Man                     | 2006 | Back to Basics                                                   | 3:47   | Aguilera, Beatty, Martin, Roane, DioGuardi                                                   |                                                                              |
| All I Need                             | 2010 | Bionic                                                           | 3:33   | Aguilera, Furler, Dixon                                                                      |                                                                              |
| Angels We Have Heard on High           | 2000 | My Kind of Christmas                                             | 4:11   |                                                                                              | Cover                                                                        |
| Army of Me                             | 2012 | Lotus                                                            | 3:26   | Aguilera, Hartman, Glass, Bentley                                                            |                                                                              |
| Around the World                       | 2012 | Lotus                                                            | 3:24   | Aguilera, Chin-Queen, Gilbert                                                                |                                                                              |
| Back in the Day                        | 2006 | Back to Basics                                                   | 4:13   | Costa, Aguilera, Castor, Jensen, Martin, Fridle, Gibson, Manigault, Thomas, DioGuardi        |                                                                              |
| Beautiful                              | 2002 | Stripped                                                         | 3:58   | Perry                                                                                        |                                                                              |
| Best of Me                             | 2012 | Lotus                                                            | 4:08   | Aguilera, Grant, Pillay, Dezuzio                                                             |                                                                              |
| Bionic                                 | 2010 | Bionic                                                           | 3:21   | Aguilera, Taylor, Hill, Harper                                                               |                                                                              |
| Birds of Prey                          | 2010 | Bionic                                                           | 4:19   | Dennis, Aguilera Marnie, Hunt, Aroyo, Wu                                                     |                                                                              |
| Blank Page                             | 2012 | Lotus                                                            | 4:04   | Aguilera, Braide, Furler                                                                     |                                                                              |
| Blessed                                | 1999 | Christina Aguilera                                               | 3:05   | Potts, Walsh                                                                                 |                                                                              |
| Bobblehead                             | 2010 | Bionic                                                           | 3:01   | Aguilera, Taylor, Hill, White                                                                |                                                                              |
| Bound to You                           | 2010 | Burlesque                                                        | 4:25   | Aguilera, Furler, Dixon                                                                      |                                                                              |
| But I Am a Good Girl                   | 2010 | Burlesque                                                        | 2:30   | Jaques Morali, Alain Bernardini                                                              | Cover                                                                        |
| Can't Hold Us Down                     | 2002 | Stripped                                                         | 4:15   | Aguilera, Storch, Morris                                                                     |                                                                              |
| Candyman                               | 2006 | Back to Basics                                                   | 3:14   | Perry, Aguilera                                                                              |                                                                              |
| Car Wash                               | 2004 | Shark Tale: Original Motion Picture Soundtrack                   | 5:04   | Whitfield                                                                                    | Colonna sonora del film Shark Tale                                           |
| Cease Fire                             | 2012 | Lotus                                                            | 4:07   | Aguilera, Grant, Pillay                                                                      |                                                                              |
| Christmas Time                         | 2000 | My Kind of Christmas                                             | 4:02   | Alessandroni, Blackmon, Brown, Cham, Fair                                                    |                                                                              |
| Circles                                | 2012 | Lotus                                                            | 3:25   | Aguilera, Grant, Pillay, Dezuzio                                                             |                                                                              |
| Come on Over (All I Want Is You)       | 1999 | Christina Aguilera                                               | 3:09   | Fair, Peiken, Roche, Aberg, Rein, Blackmoon, Cham, Dawkins, Aguilera                         |                                                                              |
| Contigo en la distancia                | 2000 | Mi reflejo                                                       | 3:44   | César Portillo de la Luz                                                                     |                                                                              |
| Cruz                                   | 2002 | Stripped                                                         | 3:49   | Perry, Aguilera                                                                              |                                                                              |
| Cuando no es contigo                   | 2000 | Mi reflejo                                                       | 4:10   | López Quiroga, Pérez                                                                         |                                                                              |
| Dame lo que yo te doy                  | 2002 | B-side di Beautiful                                              | 3:46   | Muhammad, Aguilera, Sigel, Pérez, Morales                                                    |                                                                              |
| Desnudate                              | 2010 | Bionic                                                           | 4:25   | Aguilera, Kelly, Stewart                                                                     |                                                                              |
| Dirrty                                 | 2002 | Stripped                                                         | 4:58   | Aguilera, Stinson, Muhammad, Cameron, Nobel                                                  |                                                                              |
| Don't Make Me Love You (Til I'm Ready) | 2000 | Christina Aguilera                                               | 3:39   | Chapman, Peiken                                                                              | Christina Aguilera Special Edition                                           |
| Dynamite                               | 2008 | Keeps Gettin' Better - A Decade of Hits                          | 3:09   | Perry, Aguilera                                                                              |                                                                              |
| El beso del final                      | 2000 | Mi reflejo                                                       | 4:42   | Snow, Golde, Pérez                                                                           |                                                                              |
| Elastic Love                           | 2010 | Bionic                                                           | 3:33   | Aguilera, Taylor, Hill, Arulpragasam                                                         |                                                                              |
| Empty Words                            | 2012 | Lotus                                                            | 3:47   | Aguilera, Busbee, Flores, Tamposi                                                            |                                                                              |
| Enter the Circus                       | 2006 | Back to Basics                                                   | 1:42   | Perry, Aguilera                                                                              |                                                                              |
| Express                                | 2010 | Burlesque                                                        | 4:21   | Aguilera, Kelly, Stewart                                                                     |                                                                              |
| F.U.S.S.                               | 2006 | Back to Basics                                                   | 2:21   | Aguilera, Roane, DioGuardi                                                                   |                                                                              |
| Falsas esperanzas                      | 2000 | Mi reflejo                                                       | 2:57   | Piloto                                                                                       |                                                                              |
| Fighter                                | 2002 | Stripped                                                         | 4:06   | Aguilera, Storch                                                                             |                                                                              |
| Genie in a Bottle                      | 1999 | Christina Aguilera                                               | 3:36   | Kipner, Frank, Sheyne                                                                        |                                                                              |
| Genio Atrapado                         | 2000 | Mi reflejo                                                       | 3:38   | Kipner, Frank, Sheyne, Pérez                                                                 |                                                                              |
| Get Mine, Get Yours                    | 2002 | Stripped                                                         | 3:44   | Aguilera, Muhammad, Morales, Siegel                                                          |                                                                              |
| Glam                                   | 2010 | Bionic                                                           | 3:39   | Aguilera, Kelly, Stewart                                                                     |                                                                              |
| Guy What Takes His Time                | 2010 | Burlesque                                                        | 2:44   | Ralph Rainger                                                                                | Cover                                                                        |
| Have Yourself a Merry Little Christmas | 2000 | My Kind of Christmas                                             | 4:03   | Martin, Blane                                                                                | Cover                                                                        |
| Hello (Follow Your Own Star)           | 2004 | Singolo omonimo                                                  | 3:44   | Aguilera, Hoffman, Holley                                                                    | Singolo promozionale per la Mercedez                                         |
| Here to Stay                           | 2006 | Back to Basics                                                   | 3:19   | Aguilera, Holley, Reyes, Allen, Jackson                                                      |                                                                              |
| Hurt                                   | 2006 | Back to Basics                                                   | 4:03   | Perry, Aguilera, Ronson                                                                      |                                                                              |
| I Am                                   | 2010 | Bionic                                                           | 3:52   | Aguilera, Furler, Dixon                                                                      |                                                                              |
| I Got Trouble                          | 2006 | Back to Basics                                                   | 3:44   | Perry, Aguilera                                                                              |                                                                              |
| I Hate Boys                            | 2010 | Bionic                                                           | 2:24   | Aguilera, Jones, Dean, Tyler, Wellings, Hunter                                               |                                                                              |
| I Turn to You                          | 1999 | Christina Aguilera                                               | 4:33   | Warren                                                                                       |                                                                              |
| I Will Be                              | 2002 | B-side di Dirrty                                                 | 4:12   | Aguilera, Holley, Hoffman                                                                    |                                                                              |
| I'm Ok                                 | 2002 | Stripped                                                         | 6:18   | Aguilera, Perry                                                                              |                                                                              |
| Impossibile                            | 2002 | Stripped                                                         | 4:14   | Alicia Keys                                                                                  |                                                                              |
| Infatuation                            | 2002 | Stripped                                                         | 4:17   | Aguilera, Storch, Morris                                                                     |                                                                              |
| Intro Back to Basics                   | 2006 | Back to Basics                                                   | 1:47   | Aguilera, Darnell, DioGuardi, Hawkins                                                        | Brano intro                                                                  |
| Just a Fool                            | 2012 | Lotus                                                            | 4:13   | Robson, Kelly, Hector                                                                        |                                                                              |
| Keep on Singin' My Song                | 2002 | Stripped                                                         | 6:29   | Aguilera, Storch                                                                             |                                                                              |
| Keeps Gettin' Better                   | 2008 | Keeps Gettin' Better - A Decade of Hits                          | 3:03   | Perry, Aguilera                                                                              |                                                                              |
| Lady Marmalade*                        | 2001 | Singolo Lady Marmalade \ Keeps Gettin' Better - A Decade of Hits | 4:25   | Nolan, Crewe                                                                                 |                                                                              |
| Let There Be Love                      | 2012 | Lotus                                                            | 3:21   | Martin, Shellback, Kotecha, Amber, McKee, Goldstein, Holter, Erixson                         |                                                                              |
| Lift Me Up                             | 2010 | Bionic                                                           | 4:07   | L. Perry                                                                                     |                                                                              |
| Light Up the Sky                       | 2012 | Lotus                                                            | 3:30   | Aguilera, Grant, Pillay                                                                      |                                                                              |
| Little Dreamer                         | 2010 | Bionic                                                           | 4:11   | Aguilera, Dennis, Hunt, Wu                                                                   | Solo digitale                                                                |
| Lotus Intro                            | 2012 | Lotus                                                            | 3:17   | Aguilera, Grant, Pillay, Abernathy                                                           | Brano intro                                                                  |
| Love & Glamour (Intro)                 | 2010 | Bionic                                                           | 0:11   |                                                                                              | Parlato                                                                      |
| Love for All Seasons                   | 1999 | Christina Aguilera                                               | 3:59   | Rogers, Sturken                                                                              |                                                                              |
| Love Will Find a Way                   | 1999 | Christina Aguilera                                               | 3:56   | Rogers, Sturken                                                                              |                                                                              |
| Loves Embrace Interlude                | 2002 | Stripped                                                         | 0:46   |                                                                                              | Parlato                                                                      |
| Loving Me 4 Me                         | 2002 | Stripped                                                         | 4:36   | Aguilera, Storch, Morris                                                                     |                                                                              |
| Make Over                              | 2002 | Stripped                                                         | 4:12   | Aguilera, Perry                                                                              |                                                                              |
| Makes Me Wanna Pray                    | 2006 | Back to Basics                                                   | 4:10   | Aguilera, Harrison, Winwood, DioGuardi                                                       |                                                                              |
| Make the World Move                    | 2012 | Lotus                                                            | 2:59   | Grant, Pillay, Abernathy, Del Ryo, Dezuzio, Cee Lo Green, Trovajoli                          |                                                                              |
| Mercy on Me                            | 2006 | Back to Basics                                                   | 4:33   | Perry, Aguilera                                                                              |                                                                              |
| Merry Christmas Baby                   | 2000 | My Kind of Christmas                                             | 5:44   | Lou Baxter, Johnny Moor                                                                      | Cover                                                                        |
| Mi reflejo                             | 2000 | Mi reflejo                                                       | 3:38   | Wilder, Zippel, Pérez                                                                        |                                                                              |
| Monday Morning                         | 2010 | Bionic                                                           | 3:55   | Aguilera, Taylor, Endicott, Hill, White                                                      |                                                                              |
| Morning Dessert (Intro)                | 2010 | Bionic                                                           | 1:32   | Edwards                                                                                      |                                                                              |
| My Girls                               | 2010 | Bionic                                                           | 3:07   | Aguilera, Hanna, Fateman, Samson, Nisker                                                     |                                                                              |
| My Heart (Intro)                       | 2010 | Bionic                                                           | 0:18   |                                                                                              | Parlato                                                                      |
| Nasty Naughty Boy                      | 2006 | Back to Basics                                                   | 4:45   | Perry, Aguilera                                                                              |                                                                              |
| Nobody Wants to Be Lonely*             | 2001 | Singolo omonimo \ Keeps Gettin' Better - A Decade of Hits        | 4:11   | Desmond Child, V. Shaw, Burr                                                                 |                                                                              |
| Not Myself Tonight                     | 2010 | Bionic                                                           | 3:06   | J. Perry, Jones, Curtis, Dean                                                                |                                                                              |
| Obvious                                | 1999 | Christina Aguilera                                               | 4:00   | Holley                                                                                       |                                                                              |
| Oh Mother                              | 2006 | Back to Basics                                                   | 3:46   | Aguilera, Coulais, Barratier, D. Thornton, Rankin, L. Thornton, DioGuardi                    |                                                                              |
| Oh Holy Night                          | 2000 | My Kind of Christmas                                             | 4:50   | Adam, Dwight                                                                                 | Cover                                                                        |
| On Our Way                             | 2006 | Back to Basics                                                   | 3:36   | Aguilera, D. Thornton, Rankin, L. Thornton, DioGuardi                                        |                                                                              |
| Pero me acuerdo de tí                  | 2000 | Mi reflejo                                                       | 4:26   | Pérez                                                                                        |                                                                              |
| Por siempre tu                         | 2000 | Mi reflejo                                                       | 4:05   | Warren, Pérez                                                                                |                                                                              |
| Prima Donna                            | 2010 | Bionic                                                           | 3:25   | Aguilera, Kelly, Stewart                                                                     |                                                                              |
| Primer Amor Interlude                  | 2002 | Stripped                                                         | 0:53   |                                                                                              | Parlato                                                                      |
| Red Hot Kinda Love                     | 2012 | Lotus                                                            | 3:06   | Aguilera, Secot, Waithe                                                                      |                                                                              |
| Reflection                             | 1998 | Mulan Soundtrack                                                 | 3:33   | Wilder, Zippel                                                                               |                                                                              |
| Save Me From Myself                    | 2006 | Back to Basics                                                   | 3:13   | Botrell, Perry, Aguilera                                                                     |                                                                              |
| Sex 4 Breakfast                        | 2010 | Bionic                                                           | 4:49   | Aguilera, Edwards, Detail                                                                    |                                                                              |
| Show Me How You Burlesque              | 2010 | Burlesque                                                        | 3:00   | Aguilera, Kelly, Stewart                                                                     |                                                                              |
| Shut Up                                | 2012 | Lotus                                                            | 2:52   | Aguilera, Grant, Pillay, Abernathy, Del Rio, Campany                                         |                                                                              |
| Sing for Me                            | 2012 | Lotus                                                            | 4:00   | Aguilera, Manahan, Blackmore                                                                 |                                                                              |
| Slow Down Baby                         | 2006 | Back to Basics                                                   | 3:29   | Aguilera, Ronson                                                                             |                                                                              |
| Si no te hubiera conocido              | 2000 | Mi reflejo                                                       | 4:50   | Pérez                                                                                        |                                                                              |
| So Emotional                           | 1999 | Christina Aguilera                                               | 4:00   | Snow, Golde                                                                                  |                                                                              |
| Soar                                   | 2002 | Stripped                                                         | 4:45   | Aguilera, Hoffman, Holly                                                                     |                                                                              |
| Somebody's Somebody                    | 1999 | Christina Aguilera                                               | 5:03   | Warren                                                                                       |                                                                              |
| Something's Got a Hold on Me           | 2010 | Burlesque                                                        | 3:04   | Leroy Kirkland, Etta James, Pearl Woods                                                      | Cover                                                                        |
| Still Dirrty                           | 2006 | Back to Basics                                                   | 3:46   | Aguilera, Martin, DioGuardi                                                                  |                                                                              |
| Stronger Than Ever                     | 2010 | Bionic                                                           | 4:16   | Aguilera, Dixon, Furler                                                                      |                                                                              |
| Stripped Intro                         | 2002 | Stripped                                                         | 1:39   |                                                                                              | Brano intro                                                                  |
| Stripped pt. 2                         | 2002 | Stripped                                                         | 0:45   |                                                                                              | Brano intro                                                                  |
| Thank You (Dedication to Fans)         | 2006 | Back to Basics                                                   | 4:58   | Kipner, Frank, Aguilera, Sheyne, Martin, DioGuardi                                           |                                                                              |
| That's What Love Can Do                | 2003 | Justin & Christina                                               | 3:44   | Aguilera, Ballard                                                                            |                                                                              |
| The Beautiful People                   | 2010 | Burlesque                                                        | 3:32   | Fair, Dean, Ridel, T. L. James, Sherzinger, Pergolizzi, Watson, Summerville, Manson, Raminez | Cover                                                                        |
| The Christmas Song*                    | 1999 | Singolo omonimo \ My Kind of Christmas                           | 4:25   | Tormé, Wells                                                                                 | Cover                                                                        |
| The Right Man                          | 2006 | Back to Basics                                                   | 3:51   | Perry, Aguilera                                                                              |                                                                              |
| The Voice Within                       | 2002 | Stripped                                                         | 5:04   | Aguilera, Ballard                                                                            |                                                                              |
| These Are the Special Times            | 2000 | My Kind of Christmas                                             | 4:31   | Warren                                                                                       | Cover                                                                        |
| This Christmas                         | 2000 | My Kind of Christmas                                             | 4:02   | Donny Hathaway, Nadine McKinnor                                                              | Cover                                                                        |
| This Year                              | 2000 | My Kind of Christmas                                             | 4:14   | Aguilera, Christy, Edwards, Midnight, Spock                                                  |                                                                              |
| Too Beautiful for Words                | 1999 | B-side di What a Girl Wants                                      | 4:11   | Catalamo, Peiken                                                                             |                                                                              |
| Tough Lover                            | 2010 | Burlesque                                                        | 2:00   | Etta James, Joe Josea                                                                        | Cover                                                                        |
| Una mujer                              | 2000 | Mi reflejo                                                       | 3:14   | Peiken, Roche, Pérez                                                                         |                                                                              |
| Underappreciated                       | 2002 | Stripped                                                         | 4:00   | Aguilera, Storch, Morris                                                                     |                                                                              |
| Understand                             | 2006 | Back to Basics                                                   | 3:46   | Aguilera, Holland, Toussaint, DioGuardi                                                      |                                                                              |
| Vanity                                 | 2010 | Bionic                                                           | 4:21   | Aguilera, Kelly, Dean                                                                        |                                                                              |
| Ven conmigo (solamente tú)             | 2000 | Mi reflejo                                                       | 3:01   | Åberg, Rein, Pérez                                                                           |                                                                              |
| Walk Away                              | 2002 | Stripped                                                         | 5:47   | Aguilera, Storch, Morris                                                                     |                                                                              |
| We're a Miracle                        | 1999 | Pokémon: The First Movie                                         | 4:12   | Aguilera, Chapman, Zippel                                                                    | Parte della colonna sonora del film Pokémon il film - Mewtwo colpisce ancora |
| Welcome                                | 2006 | Back to Basics                                                   | 2:42   | Perry, Aguilera, Ronson, Paul III                                                            |                                                                              |
| What a Girl Wants                      | 1999 | Christina Aguilera                                               | 3:52   | Peiken, Roche                                                                                |                                                                              |
| When You Put Your Hands on Me          | 1999 | Christina Aguilera                                               | 3:35   | Thicke, Gass                                                                                 |                                                                              |
| Without You                            | 2006 | Back to Basics                                                   | 3:56   | Aguilera, Ronson, Lewis, DioGuardi                                                           |                                                                              |
| Woohoo                                 | 2010 | Bionic                                                           | 5:28   | Aguilera, Jones, Kelly, Dean, Maraj                                                          |                                                                              |
| Xtina's Xmas                           | 2000 | My Kind of Christmas                                             | 1:32   | Aguilera                                                                                     |                                                                              |
| You Lost Me                            | 2010 | Bionic                                                           | 4:17   | Aguilera, Furler, Dixon                                                                      |                                                                              |
| Your Body                              | 2012 | Lotus                                                            | 3:59   | Shellback, Martin, Kotecha, Amber                                                            |                                                                              |

- * Brano pubblicato come singolo e poi in seguito incluso in un album della cantante